# Kapalgagraecia
Kapalgagraecia is een geslacht van rechtvleugeligen uit de familie sabelsprinkhanen (Tettigoniidae). De wetenschappelijke naam van dit geslacht is voor het eerst geldig gepubliceerd in 2010 door Rentz, Su, Ueshima & Robinson.

## Soorten
Het geslacht Kapalgagraecia omvat de volgende soorten:
- Kapalgagraecia brayi Rentz, Su, Ueshima & Robinson, 2010
- Kapalgagraecia nauma Rentz, Su, Ueshima & Robinson, 2010